# Jüdischer Friedhof (Strelitz Alt)

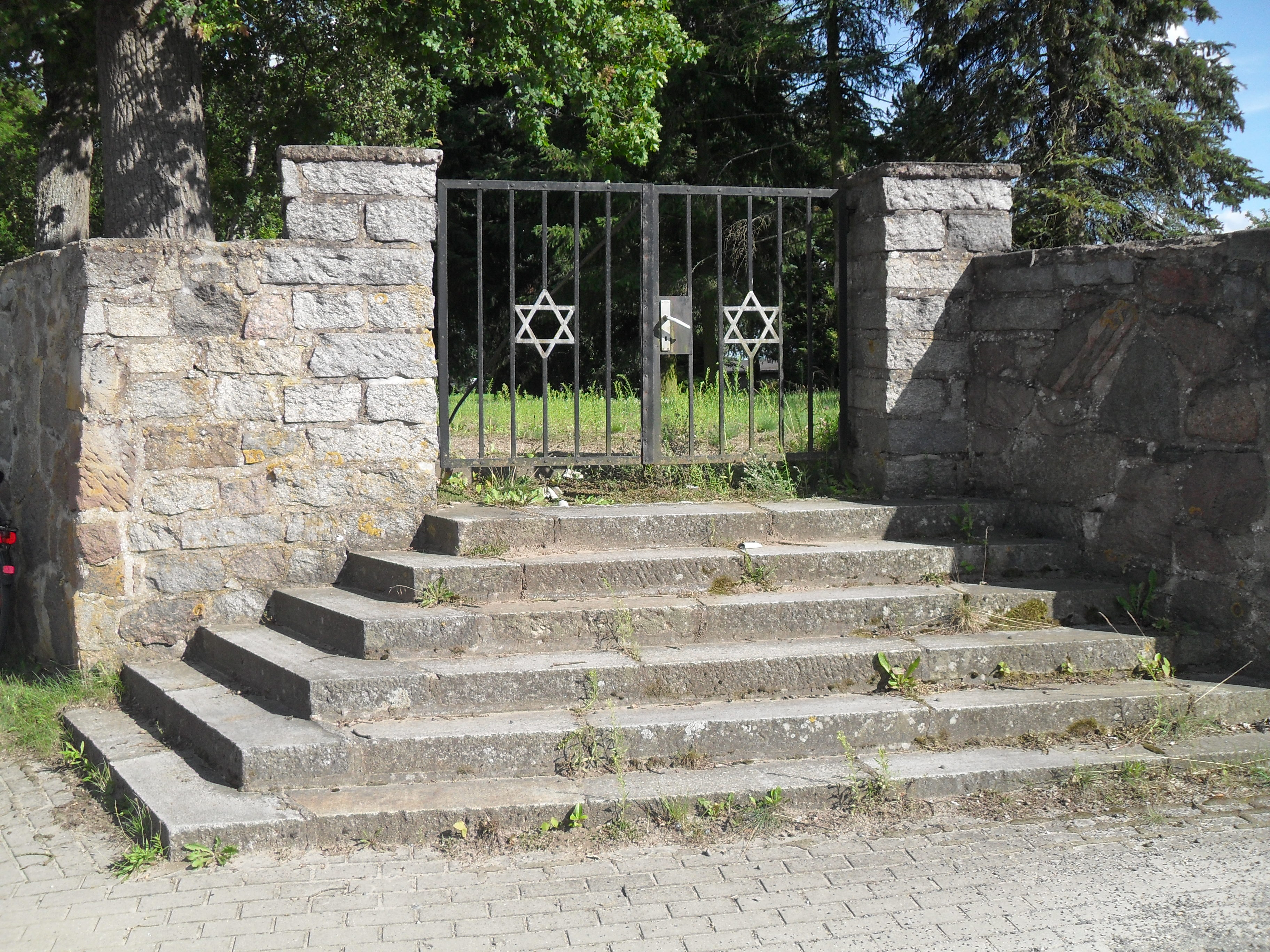
Eingang zur Gedenkstätte Jüdischer Friedhof Strelitz-Alt

Der Jüdische Friedhof Altstrelitz, umgangssprachlich auch Altstrelitzer Judenfriedhof genannt, liegt am Kalkhorstweg im Neustrelitzer Stadtteil Strelitz-Alt, Landkreis Mecklenburgische Seenplatte (Bundesland Mecklenburg-Vorpommern). Er ist ein geschütztes Baudenkmal und wird in der Liste der Baudenkmale in Strelitz-Alt geführt.

## Beschreibung

Jüdischer Friedhof in Altstrelitz 1880 – unten links – Signatur Begr.Pl.

Jüdische Friedhöfe wurden in amtlichen Karten als Begräbnisplatz bezeichnet und mit einem L (symbolisch für einen aufrecht stehenden Grabstein) statt einem † für christliche Friedhöfe signiert. Meistens wurden sie weit außerhalb der Städte oder Gemeinden angelegt. In Altstrelitz befand sich der Friedhof weit vor der Stadt.
Der Friedhof befindet sich im Ortsteil Kalkhorst ca. 1500 m außerhalb des Stadtzentrums von Altstrelitz in östlicher Richtung, direkt am Kalkhorstweg / Ecke Vogelsangweg. Er ist umgeben von ländlich geprägten Einfamilienhäusern mit Gartennutzung. Das Areal ist in eine Mahn- und Gedenkstätte und eine dazu abgegrenzte Brachfläche geteilt. Eingefriedet ist die Gesamtanlage mit einer Feldsteinmauer.
Weniger als ein Achtel der Gesamtfläche mit zwei Grabsteinen und einem Gedenkstein blieb erhalten. Drei Seiten der nach einer eingefügten Jahreszahl 1887 errichteten Umfassungsmauer sind ebenso erhalten. Komplett erhalten blieben lediglich die Grabsteine des Ober- und Landesrabbiners Jacob Hamburger und des Sprachforschers Daniel Sanders. Ein dritter Grabstein wurde 1988 zum Gedenkstein für die jüdischen Opfer des Faschismus umgearbeitet. Er trägt die Inschrift: Dem Gedenken / der jüdischen Opfer / des Faschismus.

## Geschichte
Ab 1704 durften sich jüdische Familien in der alten Residenz Strelitz ansiedeln und bildeten die Jüdische Gemeinde Strelitz. Diese, die seinerzeit neben der Stadt Strelitz das gesamte Gebiet des Herzogtums umfasste, wuchs mit ca. 600 Personen um 1800 zur größten in ganz Mecklenburg an.
Im Jahr 1728 erhielt die Gemeinde die Erlaubnis einen eigenen Friedhof auf einem Grundstück anzulegen, das der erste Hofjude von Adolf Friedrich II. erworben hatte. Er war bis weit ins 19. Jahrhundert hinein der einzige Begräbnisort für Juden aus dem Stargarder Kernland von Mecklenburg-Strelitz. Mit etwa 4500 m² Fläche war er einer der größten jüdischen Friedhöfe in Mecklenburg.
Im 18. Jahrhundert errichtete man auf dem Friedhof direkt am Kalkhorstweg ein einfaches Fachwerkhaus, das als Totenhalle (Taharahaus) und Friedhofswärterhaus diente. In den folgenden Jahrzehnten ist die Friedhofsfläche mehrfach erweitert worden.
Mit der „Machtergreifung“ der Nationalsozialisten 1933 und den zunehmenden Beschränkungen und Repressalien wurde die Pflege und Unterhaltung des Friedhofes für die sich stetig verkleinernde jüdische Gemeinde und die Angehörigen immer schwieriger und das gesamte Gelände verwilderte zusehends. 1938, im Jahr der Reichspogromnacht, in der auch die Altstrelitzer Synagoge der Brandschatzung zum Opfer fiel, fanden die letzten zwei Beisetzungen statt. Der Friedhof blieb von Schändung und Verwüstung während der NS-Zeit weitgehend verschont und überstand auch den Zweiten Weltkrieg relativ unbeschadet. Lediglich einzelne Grabsteine wurden umgeworfen und 1948 wieder aufgerichtet.
Etwa die Hälfte der Fläche des Friedhofes mit der Leichenhalle soll die Stadt um 1942 den Betreibern einer privaten Hühnerfarm zur Nutzung überlassen haben. Im Jahr 1956 verkaufte die Jüdische Landesgemeinde den Altstrelitzer Judenfriedhof bis auf einen schmalen Streifen von etwa einem Sechstel der bisherigen Fläche. 1958 wurde die Fläche auf Veranlassung der Stadt aufgelassen und eingeebnet. Etwa 100 noch erhaltene Grabsteine wurden abgeräumt und zertrümmert, das Gelände danach zu großen Teilen verkauft. Bruchstücke der Grabsteine sind an verschiedenen Teilen der Stadt als Wegbegrenzungen verwendet worden. Parallel zu dieser Aktion wurde mit der Planung und Ausführung einer Mahn- und Gedenkstätte auf einer ca. 660 m² großen Restfläche am Vogelsangweg begonnen. Nur 14 Bruchstücke konnten 1993 geborgen und auf den Friedhof zurückgeführt werden. Noch 1988 lehnte der Magistrat der Stadt Neustrelitz einen Antrag des Kulturbundes ab, die ehemalige Hühnerfarm zu räumen und den Friedhof wieder herzurichten.
Am 15. Mai 1961 wurde die Mahn- und Gedenkstätte für die jüdischen Opfer des Faschismus  eingeweiht. Auf einem kleinen Hügel aus zerschlagenen Grabsteinen stehen neben dem Gedenkstein für die jüdischen Opfer des Faschismus die Grabsteine von Daniel Sanders und Jacob Hamburger. Heute ist der größte Teil des Friedhofes wieder im Besitz der Jüdischen Landesgemeinde Schwerin, die dem Landesverband der Jüdischen Gemeinden in Mecklenburg-Vorpommern angehört. Diese restaurierte im November 2002 die Friedhofsmauer und richtete das restliche Friedhofsgelände her.